# Башкалган
Башкалга́н (рос. Башкалган) — селище у складі Кувандицького міського округу Оренбурзької області, Росія.

## Населення
Населення — 99 осіб (2010; 156 у 2002).
Національний склад (станом на 2002 рік):
- башкири — 75 %